# Региони в Иран
Най-големи териториално-административни единици в Иран са провинциите, наричани остани. През 2014 г. по решение на Министерството на вътрешните работи се провежда райониране на страната и групиране на провинциите в 5 крупни региони. Обединяването в региони има за цел улесняване на управлението и подпомогане взаимодействието и развитието на провинциите и не е свързано с промяна на административното деление на страната. Всеки регион има свой постоянен секретариат в столицата на избраната провинция. Веднъж на два месеца се провеждат съвещания на ръководителите на провинциите от един регион. Мястото за такива срещи се мени на ротационен принцип.
|        |          |           |                                                                            |            |         |  |  |
| Регион | Регион   | Столица   | Провинция                                                                  | Население  | Площ    |  |  |
|        | Регион 1 | Техеран   | Алборз Голестан Мазандаран Казвин Кум Семнан Техеран                       | 23 343 033 | 193 109 |  |  |
|        | Регион 2 | Исфахан   | Бушер Чахар Махал и Бахтияри Фарс Хормозган Исфахан Кохгилюе и Бойер Ахмад | 12 973 089 | 354 885 |  |  |
|        | Регион 3 | Табриз    | Ардабил Източен Азербайджан Гилан Кюрдистан Западен Азербайджан Занджан    | 12 782 820 | 165 839 |  |  |
|        | Регион 4 | Керманшах | Хамадан Илам Керманшах Хузестан Лурестан Маркази                           | 11 739 552 | 185 978 |  |  |
|        | Регион 5 | Машхад    | Керман Северен Хорасан Разави Хорасан Систан и Балучестан Южен Хорасан Язд | 13 145 227 | 734 576 |  |  |